# Кирилловщина

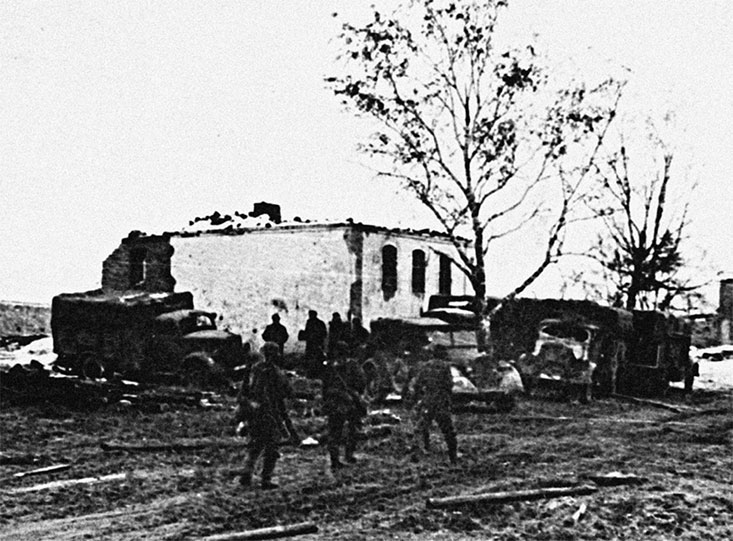
Деревня Кирилловщина, октябрь 1941 года

Кирилловщина — деревня в Валдайском муниципальном районе Новгородской области, входит в состав Семёновщинского сельского поселения.

## Описание
Деревня находится в юго-восточной части области. Ближайшие населённые пункты: на севере — Сухая Нива, на юге — Мирохны, на западе — Каменная Гора.
В нескольких километрах автодорога Р48 (Яжелбицы — Демянск — Старая Русса — Сольцы).
По состоянию на 1 января 1908 года в Кирилловщине проживало 611 человек, из них детей 8-11 лет - 55 человек. В деревне планировалось образование Кириловщинской школы на 111 человек, которую бы посещали дети в том числе и из соседних селений - Ерушково, Каменная Гора, Польцы. 

Сегодня в Кирилловщине нет работающих социальных и культурных объектов.
| 2010 |
| ---- |
| 27   |

## История
В середине августа 1937 года раскулачиванию по доносам соседей подверглись около десяти богатейших семей, среди которых было арестовано и впоследствии сослано или расстреляно в Ленинграде в конце октября 1937 года по приговорам "троек" около 50 человек. Члены семей бежали в другие города.
В годы Великой Отечественной войны вблизи деревни шли крупные бои между дивизией СС «Мёртвая голова» и 26 Краснознаменной Златоустовской стрелковой дивизии.